# Gabriel Petre
Gabriel Petre, död 1736, var en svensk bruksdirektör, riksdagsledamot och politiker.

## Biografi
Gabriel Petre var son till rådmannen Jacob Petre i Arboga. Han arbetade som bruksdirektör vid Rökärr. Petre avled 1736.
Petre var riksdagsledamot för borgarståndet i Nora vid riksdagen 1719.